# Thomas Romain
Thomas Romain (Besanzón, 1 de agosto de 1977) es un animador francés afincado en Japón. Ha sido director del anime Ōban Star-Racers, y también es uno de los creadores de la serie Code Lyoko.

## Biografía
Interesado desde joven por la animación, dejó la universidad a los 21 años para matricularse en la escuela de animación de Gobelins. Toda su obra ha estado influida por el anime.
Está casado con una japonesa y tiene dos hijos, Ryunosuke e Itsuki.
En 2017 comenzó a publicar ilustraciones de personajes originales basados en los dibujos de sus hijos, con los que obtuvo repercusión en redes sociales y medios de comunicación. Estos trabajos están recopilados en el artbook «Family Traits: The Fantastic Bestiary of a Father and His Sons» (2018).

## Trayectoria profesional
Durante su formación, Romain hizo un cortometraje con la dibujante Tania Palumbo para el Festival de Cine de Animación de Annecy del 2000. Los personajes que aparecen en él sirvieron años después para crear la biblioteca visual de Garage Kids, que terminaría convirtiéndose en Code Lyoko (2003-2007). Esta serie de aventuras destacó en su época por entremezclar animación tradicional con técnicas CGI. Pero a pesar de que Romain está acreditado como uno de los creadores, no se implicó en la producción porque quiso priorizar su proyecto personal.
Tras licenciarse en Gobelins en 2001, Romain realizó un cortometraje de anime, Molly Star Racers, ideada por el productor Savin Yeatman-Eiffel. A raíz de los premios que ganó en varios festivales, Savin se garantizó el apoyo de Jetix y Bandai Visual para convertirlo en la serie de televisión Ōban Star-Racers, ambientada en un universo de ciencia ficción. Romain se trasladó a Tokio en 2003 para supervisar tanto el diseño de personajes como la animación en el estudio Hal Film Maker. Y después de tres años de desarrollo, Ōban Star-Racers fue estrenada en 2006 con una temporada de 26 episodios que ha sido emitida en más de 100 países.
Romain se quedó a vivir en Tokio cuando la producción de Ōban terminó en 2007. Ese mismo año fue contratado por el estudio de animación Satelight de Shōji Kawamori, para el cual creó la serie Basquash!, y posteriormente estuvo involucrado en el equipo artístico de otras series (Ikoku Meiro no Croisée, Mōretsu Pirates, Senki Zesshō Symphogear). En 2014 recaló en el estudio Bones para ocuparse de Space Dandy, obra de Shinichirō Watanabe, y en 2016 formó parte del diseño de personajes de Macross Delta.
En 2018, Thomas Romain y Stanislas Brunet pusieron en marcha Studio No Border, un estudio de animación franco-japonés vinculado a Ankama. Su primer trabajo fue el diseño artístico de Carole & Tuesday (Shinichirō Watanabe, 2019).